# Orbitrap
Un orbitrap és un tipus d'espectròmetre de massa inventat per Aleksandr Makàrov. Consisteix en un elèctrode exterior amb forma de barril i un elèctrode interior coaxial amb forma de fus que forma un camp electroestàtic amb distribució potencial quadro-logarítmica.

## Principi d'operació
En un orbitrap, els ions són injectats tangencialment en un camp elèctric entre els elèctrodes i queden atrapats perquè la seva atracció electroestàtica cap a l'elèctrode interior és balancejada per forces centrífugues. Així els ions donen voltes al voltant de l'elèctrode central en anells. Addicionalment els ions també es mouen davant i darrere a través de l'eix de l'elèctrode central. Així, els ions amb una específica relació massa-càrrega es mouen en anells que oscil·len al voltant del fus central, la freqüència d'aquestes oscil·lacions harmòniques és independent de la velocitat de l'ió i és inversament proporcional a l'arrel quadrada de la relació massa-càrrega (m/z o m/q). La trampa pot ser utilitzada com un analitzador de massa.
Els orbitraps tenen una alta precisió de massa (1–2 ppm), un alt poder de resolució (200.000) i un alta gamma dinàmica (al voltant de 5000).

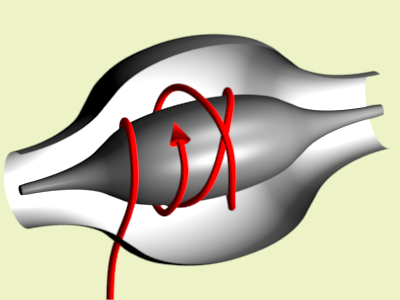
Trajectòries dels ions en un espectòmetre de masses Orbitrap.

L'orbitrap és la modificació d'una trampa d'ions desenvolupada per Kingdon en la dècada de 1920.